# Colletotrichum
Colletotrichum è un genere di funghi ascomiceti. 
Questi sono noti anche per l'interesse agronomico suscitato dalle numerose colture attaccate da tali organismi.

## Specie principali
- Colletotrichum acutatum
- Colletotrichum agaves
- Colletotrichum allii
- Colletotrichum ampelinum
- Colletotrichum annonicola
- Colletotrichum antirrhini
- Colletotrichum atramentarium
- Colletotrichum azaleae
- Colletotrichum bakeri
- Colletotrichum brachysporum
- Colletotrichum brassicae
- Colletotrichum cajani
- Colletotrichum camelliae
- Colletotrichum capsici
- Colletotrichum caricae
- Colletotrichum caudatum
- Colletotrichum caulivorum
- Colletotrichum cereale
- Colletotrichum chaetostromum
- Colletotrichum chardonianum
- Colletotrichum chlorophyti
- Colletotrichum circinans
- Colletotrichum coccodes
- Colletotrichum coffeanum
- Colletotrichum coffeophilum
- Colletotrichum commelinae
- Colletotrichum corchori
- Colletotrichum crassipes
- Colletotrichum crotalariae
- Colletotrichum curcumae
- Colletotrichum curvatum
- Colletotrichum cyclamenae
- Colletotrichum dematium
- Colletotrichum destructivum
- Colletotrichum dianellae
- Colletotrichum dianthi
- Colletotrichum dioscoreae
- Colletotrichum dracaenae
- Colletotrichum elasticae
- Colletotrichum exiguum
- Colletotrichum falcatum
- Colletotrichum foliicola
- Colletotrichum fragariae
- Colletotrichum fructigenum
- Colletotrichum fructus
- Colletotrichum fuscum
- Colletotrichum glochidiicola
- Colletotrichum gloeosporioides
- Colletotrichum glycines
- Colletotrichum gnaphalii
- Colletotrichum godetiae
- Colletotrichum gossypii
- Colletotrichum graminicola
- Colletotrichum guaraniticum
- Colletotrichum helicis
- Colletotrichum higginsianum
- Colletotrichum holci
- Colletotrichum incarnatum
- Colletotrichum indicum
- Colletotrichum intermedium
- Colletotrichum ipomoeae
- Colletotrichum iresines
- Colletotrichum kahawae
- Colletotrichum kruegerianum
- Colletotrichum lagenaria
- Colletotrichum liliacearum
- Colletotrichum lindemuthianum
- Colletotrichum lini
- Colletotrichum linicola
- Colletotrichum lysimachiae
- Colletotrichum mahoniae
- Colletotrichum malvarum
- Colletotrichum melicoccae
- Colletotrichum melongenae
- Colletotrichum metake
- Colletotrichum montemartinii f. rohdeae
- Colletotrichum musae
- Colletotrichum nicotianae
- Colletotrichum nigrum
- Colletotrichum nobile
- Colletotrichum nymphaeae
- Colletotrichum oligochaetum
- Colletotrichum opuntiae
- Colletotrichum orbiculare
- Colletotrichum orchidearum
- Colletotrichum passiflorae
- Colletotrichum peregrinum
- Colletotrichum periclymeni
- Colletotrichum phaseolorum
- Colletotrichum phomoides
- Colletotrichum phyllachoroides
- Colletotrichum piperatum
- Colletotrichum piperis
- Colletotrichum pisi
- Colletotrichum primulae
- Colletotrichum psidii
- Colletotrichum pucciniophilum
- Colletotrichum sanguisorbae
- Colletotrichum sativum
- Colletotrichum spinaciae
- Colletotrichum stevensii
- Colletotrichum sublineolum
- Colletotrichum tabacum
- Colletotrichum taiwanense
- Colletotrichum trichellum
- Colletotrichum trifolii
- Colletotrichum truncatum
- Colletotrichum typhae
- Colletotrichum vanillae
- Colletotrichum volutella
- Colletotrichum xanthii